# Megaselia heterodactyla
Megaselia heterodactyla är en tvåvingeart som beskrevs av Rudolf Beyer 1964. Megaselia heterodactyla ingår i släktet Megaselia och familjen puckelflugor. Inga underarter finns listade i Catalogue of Life.